# Румунський скарб

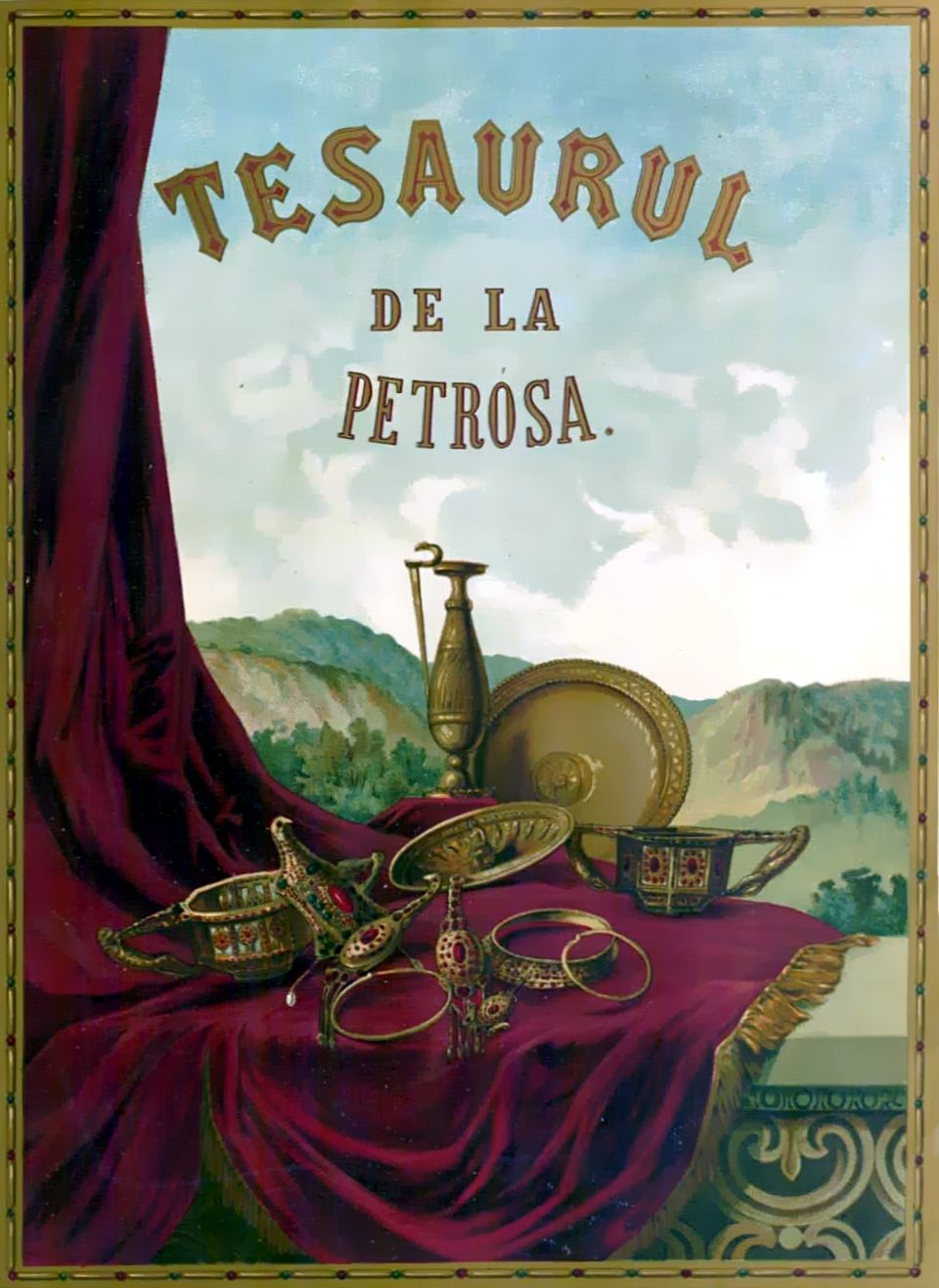
Скарби Петирладжеле

Румунський скарб (рум. Tezaurul României) — колекція цінних предметів та золотий запас румунського Національного банку, які були вивезені на збереження до Російської імперії у грудні 1916 року під час Першої світової війни. Після Жовтневого перевороту був арештований Радянським урядом після того, як румунські війська зайняли Бессарабію, що попередньо належала Російській імперії. Лише частина об'єктів і жоден із золотих запасів не були повернуті. Усі уряди Румунії після Першої світової війни, незалежно від їхнього політичного кольору, безуспішно намагалися домовитись про повернення золота та культурно цінних предметів, але всі радянські та російські уряди відмовились. Радянський Союз намагався використати скарб у суперечці про Бессарабію, проте домовленості не було досягнуто.
Радянський уряд (а згодом і російський) неодноразово офіційно заявляв, що румунське золото буде повернене після повернення Бессарабії Радянському Союзу, але Румунія продовжує наполягати на тому, що скарб Румунського королівства (або принаймні чималу його частину) Росія утримує до цього дня.

## ЛІтература
- Mihail Gr. Romașcanu, Tezaurul român de la Moscova, Editura Saeculum, București, 2000 (reeditare a ediției originale de la 1934)
- Studii asupra tezaurului restituit de URSS, Editura Academiei RPR, București, 1958
- Marian Voicu, Tezaurul României de la Moscova. Inventarul unei istorii de o sută de ani, Editura Humanitas, București, 2016.
- Marcel-Dumitru Ciucă: Tezaurul de la Pietroasa, Editura SAECULUM I.O., București, 2010 (рум.)